# Deux Frères (série télévisée)
Pour les articles homonymes, voir Deux Frères.
Deux Frères est un téléroman québécois en 24 épisodes de 45 minutes créé par Anne Boyer et Michel d'Astous et diffusé entre le 14 octobre 1999 et le 29 mars 2001 sur le réseau TVA.

## Synopsis
Ce feuilleton met en scène l'histoire de deux frères, Zacharie et Gabriel.
Zacharie est étudiant au secondaire quand sa vie bascule et qu'il devient délinquant. Son frère, étudiant en journalisme à l'Université, tentera de le sortir de cette situation fâcheuse. Au cours d'une altercation, il perdra une jambe.

## Fiche technique
- Titre : 2 Frères
- Réalisation : Louis Choquette, Éric Tessier
- Création : Anne Boyer, Michel D'Astous
- Scénario : Anne Boyer, Michel D'Astous, Annie Piérard, Bernard Dansereau, Estelle Bouchard et Diane Cailhier
- Production : Jocelyn Deschênes et Jacques Blain
- Sociétés de production : Sphère Média Plus, Cirrus Communications
- Durée : 45 minutes
- Nombre d'épisodes : 24 (2 saisons)
- Date de première diffusion : 14 octobre 1999

## Distribution
- Benoît Langlais : Zacharie Hébert
- Daniel Thomas : Gabriel Hébert
- Élise Guilbault : Josiane Hébert
- Normand Chouinard : Pierre-Marc Hébert
- Marc Beaupré : Kevin Drisdell
- Karine Vanasse : Lucie Chaput
- Isabelle Blais : Sophie Véronneau
- Macha Limonchik : Esther Fennec
- Marcel Sabourin : Viateur Craig
- Frédéric Pierre : Eddy Rasta
- Jean-Marie Bioteau : Hervé Lanoue
- Benz Antoine (en) : Tom
- Antoine Toupin : Jules
- André-Jean Grenier : Laurent Bolduc
- Margaret McBrearty : Brigitte Normandin
- Richard Fréchette : Yvon Gervais
- Stéphane Simard : Julien Cool
- Pascal Patenaude : Alexandre Cool
- Denis Michaud : policier Richer
- François Beaugard : invité guitariste
- Odette Caron : invitée
- Yvel Champagne : employée du chenil
- Réjean Gauvin : M. Morin
- Roch Castonguay : prêteur
- Anne-Renée Duhaime : infirmière Bachand
- Zhenhu Han : propriétaire dépanneur asiatique
- Karyne Lemieux : jeune fille sexy
- Mark Antony Krupa : Sergei
- Gilbert Comtois : député Michaud
- Guy Vaillancourt : patron pizza
- Marcel Rhéaume : propriétaire dépanneur ruelle
- Alexandrine Agostini : punk
- Chantal Baril : procureure Romano
- Marie-Josée Bastien : infirmière obstétrique
- Monique Bastien : procureure de la jeunesse
- Pierre-Olivier Bélanger : Xavier
- Annick Bergeron : Anne-Victoria Mugler
- Jean-François Blanchard : Luc Boudreault
- Ginette Boivin : Noémie Leclerc
- Réal Bossé : Max
- Stéphane Breton : Michel Guilbert
- Julie Castonguay : infirmière Leduc
- Hugolin Chevrette : Van
- Chantal Collin : Gisèle Beaucage
- Diane De Champlain : greffière de la jeunesse
- Martin Delisle : avocat de la défense
- Thiéry Dubé : agent Thibodeau
- Martin Dubreuil : Benoit
- Marie-Claire Dumont : mère de Jésus
- Hélène Florent : Mylène Callières
- Christine Foley : Linda
- Hugues Frenette : Charles
- Léonardo Fuica : Luis
- Érika Gagnon : infirmière institut
- Benoît Graton : enquêteur René Bélanger
- Jean Guy : Léon
- Christopher Heyerdahl : Bobby Vieira
- Patrick Hivon : Danny
- James Hyndman : Claude Désormeaux
- Alexis Jolis-Desautels : Jésus
- Germain Larochelle : Éric
- Roger La Rue : Richard Grenier
- Diane Lavallée : Dominique Lazure
- Jacques Lavallée : Xavier Casavant
- Yvon Leblanc : père de Sébas
- Claude Lemieux : inspecteur Marco Géraldi
- Philippe-Olivier Lirette : Sébas
- Han Masson : juge au tribunal des adultes
- André Matteau : Lionel
- Marthe Mercure : dame Lecours
- Joël Miller : père de Kevin
- Iannicko N'Doua-Légaré : Émile David
- Geneviève Néron : Mireille
- Widemir Normil : François Yvon
- Gabriel Marian Oseciuc : Dragan Vujovicö
- François Papineau : Me Langelier
- Pier Paquette : procureur Simoneau
- Marie-Christine Perreault : Mme Chaput
- Lorraine Pintal : mère de Kevin
- François Pratte : Dr Danis
- Gilles Pronovost : père inconnu
- Émile Proulx-Cloutier : Antonin
- Jean Ricard : Dr St-Onge
- Richard Robitaille : Robert Thériault
- Lise Roy : Sylvie Cardinal
- Jacques Thériault : juge tribunal de la jeunesse
- Marie Turgeon : Gigi
- Céline Verreault : mère de Sébas
- Laetitia Villetorte : Andrea Pagés
- Mariloup Wolfe : Ariane Aubry
- Louis Champagne : Lionel
- Alexander Bisping : agent Huard
- Jean-Robert Bourdage : gardien de prison
- Frank Schorpion : Bernard
- Serge Thiffault : maître d'armes

## Récompenses
- 2000 : Prix Gémeaux
  - Meilleur texte pour une série dramatique : Anne Boyer et Michel D'Astous
  - Meilleur rôle de soutien masculin pour une série dramatique : Marc Beaupré
  - Meilleure photographie pour une série dramatique
  - Meilleur son pour une série dramatique
- 2001 : Prix Gémeaux de la meilleure photographie et du meilleur son pour une série dramatique